# Hellmuth von Krohn

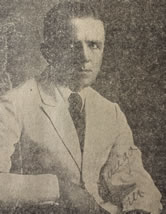
Hellmut von Krohn

Hellmuth Heinrich Ferdinand Arthur von Krohn (* 3. August 1891 in Berlin; † 8. Juni 1924 in Barranquilla) war ein Pilot der deutschen Luftstreitkräfte im Ersten Weltkrieg und von 1920 bis 1924 Postflugzeugpilot in Kolumbien.

## Leben
Hellmuth Krohn, ein Sohn des Hauptmanns Arthur von Krohn und seiner Frau Margarete, geb. von Damnitz, kam Mitte 1920 mit seinem Landsmann und Kollegen Fritz Hammer sowie Werner Kämmerer nach Kolumbien, wo er als Pilot der neu gegründeten Fluggesellschaft SCADTA Junkers F 13-Flugzeuge fliegen sollte. Durch seine Arbeit und sein Engagement hatte von Krohn wesentlich dazu beigetragen, dass die SCADTA als erste Fluggesellschaft Amerikas und Vorläufer der Avianca zu einem Erfolg wurde.
Am 11. November 1920 und von seinem Mechaniker Fritz Hammer begleitet, unternahm er von der Flugpiste in Flandes, südlich von Girardot, den ersten Flug in die 90 Kilometer entfernte Hauptstadt Kolumbiens nach Bogotá, für dessen Verwirklichung vorher ein offizieller Preis ausgeschrieben war.
Am 8. Juni 1924 starb er beim Absturz wegen Motorschadens seines Flugzeuges „Tolima“ (Junkers Werks-Nr. 684), während er Werbeprospekte für die Luftfahrt über Barranquilla abwerfen wollte. Auch sein Begleiter Ernesto Cortissoz, Präsident der SCADTA, sowie drei weitere Personen kamen ums Leben.